# Krušovice
Heineken Česká republika, a.s. — чешская пивоваренная компания. Располагается в селе Крушовице (близ города Раковник, Среднечешский край). До 1 января 2010 года носила название Královský pivovar Krušovice a.s..

## История
Согласно легенде, считается, что Королевская пивоварня Крушовице была основана аристократом по имени Иржи Бирка в 1517. Таким образом, это один из самых старинных пивоваренных заводов в Чешской республике. Первый официальный письменный документ, в котором упоминаются данные про основание завода, датируется 1581 г. В нём указано, что Иржи Бирка предложил королю Рудольфу II купить пивоварню вместе с прилежащими землями. Сейчас этот документ хранится на первом этаже старой солодовни пивоварни, где проводятся многочисленные экскурсии и дегустации.

## Собственники и руководство

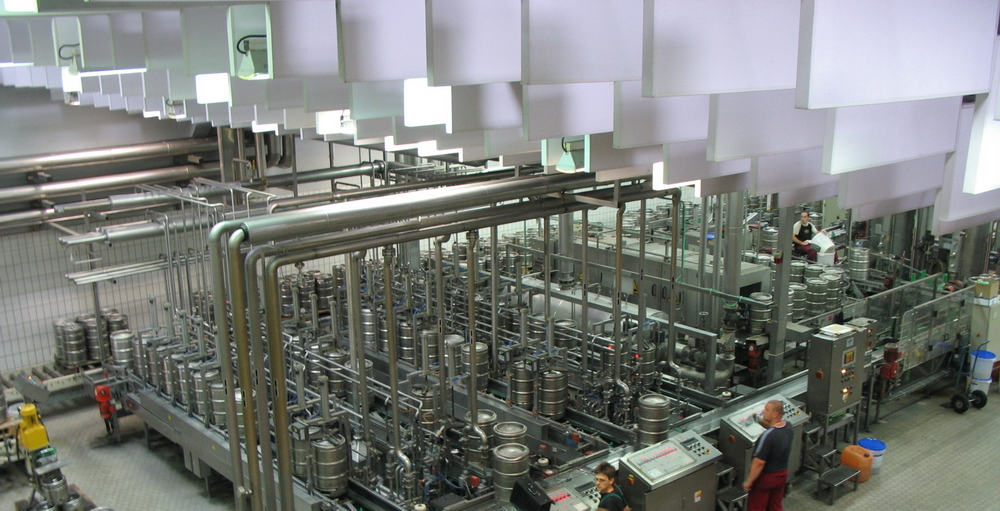
Внутри завода

По сообщению компании Heineken N.V. от июня 2007 года, Heineken N.V. приобретает компанию Krušovice у германской Radeberger Gruppe. Сделка будет профинансирована из средств компании, её сумма не разглашается. Благодаря этой покупке Heineken рассчитывает увеличить свою рыночную долю на пивном рынке Чехии до 8 % (1,6 млн гектолитров). Сделка должна быть одобрена регулирующими органами и её завершение запланировано на 1 сентября 2008 года.

## Деятельность
В 2006 году компания реализовала 700 тыс. гектолитров пива, производственные мощности составляют 10 млн декалитров, а рыночная доля в стране — почти 3 %.
В 2007 году компания произвела около 690 тыс. гектолитров пива марки Krušovice. Около 260 тыс. гектолитров было экспортировано в почти 30 стран мира. Россия, ФРГ и Словакия стали крупнейшим импортёрами пива данной марки, а наибольший рост продаж был установлен на Украине.

## Продукция
На официальном сайте компании указаны следующие виды пива:
- Krušovice 10
- Krušovice Mušketýr 11
- Krušovice 12
- Krušovice Černé
- Krušovice Ležák
- Krušovice Imperial
- Krušovice hořké nealko

Остальные виды пива, такие как Krušovice Staročeský Malvaz, Krušovice Bohém, выпускаются пивоварнями, принадлежащими Heineken Česká republika, a.s., но не позиционируются как продукция Крушовицкого пивовара.

## Иллюстрации

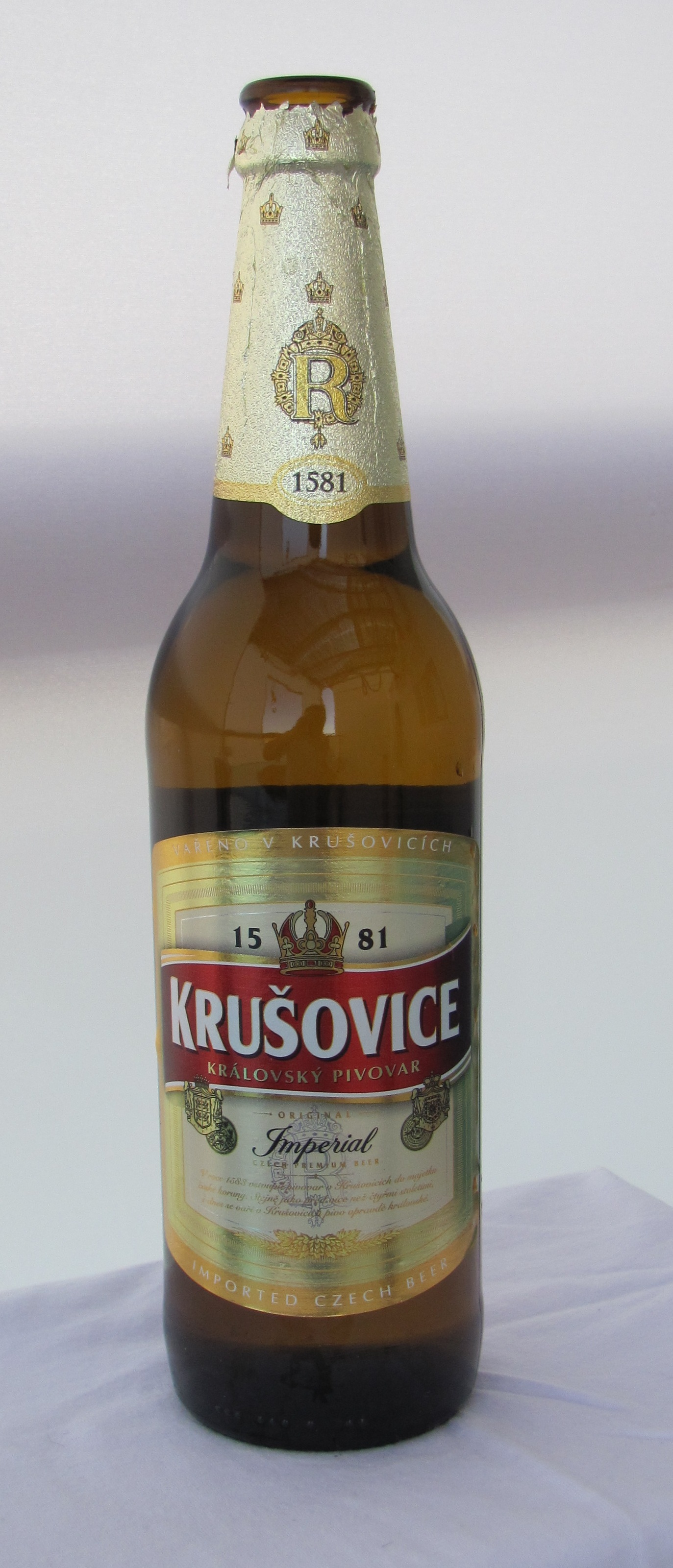
Стеклянная бутылка Империал 50 cl
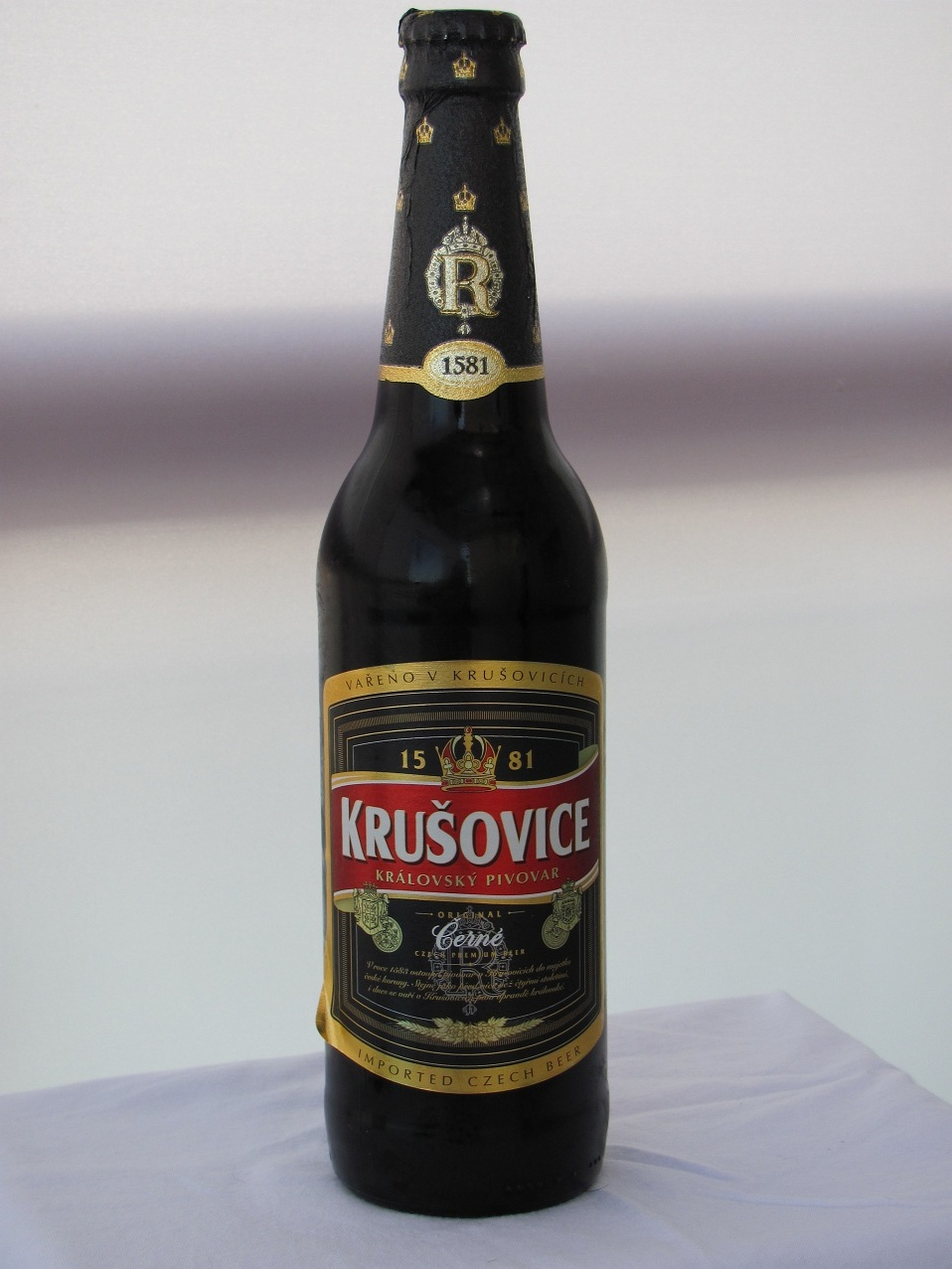
Стеклянная бутылка Чёрное 50 cl